# Danica Grujičić
Danica Grujičić, cyr. Даница Грујичић (ur. 30 sierpnia 1959 w m. Titovo Užice) – serbska lekarka, neurochirurg, wykładowczyni akademicka i polityk, profesor Uniwersytetu w Belgradzie, kandydatka w wyborach prezydenckich, w latach 2022–2024 minister zdrowia.

## Życiorys
W latach 1976–1978 kształciła się w zakresie medycyny w Moskwie. W 1982 ukończyła studia medyczne na Uniwersytecie w Belgradzie, w 1983 zdała egzamin zawodowy. Na macierzystej uczelni uzyskiwała następnie magisterium (1987) i doktorat (1996) w zakresie neurochirurgi. Od 1984 zawodowo związana z instytutem neurochirurgii akademickiego centrum klinicznego UKCS w Belgradzie. Została też wykładowczynią akademicką na wydziale medycyny Uniwersytetu w Belgradzie, w 1998 objęła stanowisko docenta, a w 2009 uzyskała pełną profesurę. Była kierownikiem zakładu neurochirurgii na tej uczelni (2001–2009), w 2007 powołana na kierownika oddziału neuroonkologii w klinice neurochirurgii UKCS. Uzyskała uprawnienia biegłego sądowego, jako autorka lub współautorka opublikowała ponad 250 prac naukowych.
Od 2004 należała do Partii Demokratycznej, w 2011 została wiceprzewodniczącą nowo powstałej formacji socjaldemokratycznej. W 2012 wystartowała w wyborach prezydenckich – w pierwszej turze otrzymała 0,8% głosów i zajęła ostatnie miejsce wśród 12 kandydatów. W ramach działalności społecznej objęła funkcję przewodniczącej organizacji humanitarnej „Zdrava Srbija”. W 2018 założyła fundację Fondacija „Zajedno za mlade – prof. dr Danica Grujičić”, zajmującą się udzielaniem wsparcia finansowego dla uzdolnionych młodych osób.
Powołana na przewodniczącą państwowej komisji do spraw substancji psychoaktywnych. W 2019 objęła kierownictwo Instytutu Onkologii i Radiologii Serbii (IORS). Przed wyborami parlamentarnymi w 2022 otrzymała pierwsze miejsce na liście koalicji skupionej wokół prezydenta Aleksandara Vučicia i jego Serbskiej Partii Postępowej; w wyniku głosowania uzyskała mandat posłanki do Zgromadzenia Narodowego Republiki Serbii.
W październiku 2022 dołączyła do powołanego wówczas trzeciego rządu Any Brnabić, obejmując w nim stanowisko ministra zdrowia. Urząd ten sprawowała do maja 2024.